# Ângela Vieira
Ângela Regina Vieira (n. 3 martie 1952, Rio de Janeiro, Districtul Federal⁠(d), Brazilia) este o actriță braziliană. 

## Biografie
Născută în 1952, Vieira a fost pasionată de la vârsta de 6 ani de lumea dansului și la 14 ani s-a înscris la una dintre cele mai prestigioase conservatoare de artă braziliene.
Din 1979 este actriță și apare în numeroase seriale de televiziune aclamate în întreaga lume. În 1997 a jucat-o pe fermecătoarea Virgínia, sora protagonistei Helena (Regina Duarte) din Iubire fără limite, iar în 2014 colaborează din nou cu scenaristul Manoel Carlos, interpretând-o pe Branca, unul dintre personajele serialului Em Família.
În 1999 a început să joace în serialul Terra Nostra, care s-a încheiat în 2000. În acest serial, difuzat în întreaga Europă, a interpretat-o pe Janete, o femeie aristocrată rea și încăpățânată.
A fost căsătorită cu actorul portughez Roberto Frota, cu care are o fiică, Nina, campioană mondială la volei. A divorțat de Frota în 1997 și s-a recăsătorit în 2004 cu Miguel Paiva.